# Last Pizza Slice
A Last Pizza Slice (röviden: LPS) egy szlovén együttes, amely 2018-ban alakult. Ők képviselték Szlovéniát a 2022-es Eurovíziós Dalfesztiválon Torinóban, a Disko című dallal.

## Történet
2021. november 26-án vált hivatalossá, hogy az együttes Disko című dala is bekerült az EMA elnevezésű szlovén nemzeti döntő EMA Freš elnevezésű előválogatójának mezőnyébe.
A dal a december 1-i párbajon szerepelt, amit megnyert. Ezután a heti párbajok győzteseinek döntőjéből is továbbjutottak az EMA Freš január 28-i döntőjébe, ahol először adták elő élőben a dalt. A zsűri választása alapján az együttes továbbjutott az EMA elődöntőjébe. A február 12-én megrendezett második elődöntőben szerepeltek, ahol a nézők második, míg a zsűri első helyre sorolta őket, így továbbjutottak a műsor döntőjébe. A február 19-i döntőben a duó dalát választották ki a nézők és a zsűri, amellyel képviselik Szlovéniát az Eurovíziós Dalfesztiválon.
Az Eurovíziós Dalfesztiválon a dalt a május 10-én rendezett első elődöntőben adták elő, ahol az utolsó helyen végeztek, így nem jutottak tovább a döntőbe.

## Tagok
- Filip Vidušin – vokál
- Gašper Hlupič – dob
- Mark Semeja – elektromos gitár
- Zala Velenšek – basszusgitár, szaxofon
- Žiga Žvižej – elektromos billentyűk

## Diszkográfia

### Középlemezek
- Live from Šiška (2021)

### Kislemezek
- Silence in My Head (2022)
- Disko (2022)